# تيم فيشر (مصارع رياضي)
تيم فيشر (بالإنجليزية: Tim Fischer)‏ هو مصارع محترف أمريكي، ولد في 7 نوفمبر 1967 في ريفرسايد في الولايات المتحدة.

## روابط خارجية
- تيم فيشر على موقع CageMatch worker (الإنجليزية)
- تيم فيشر على موقع قاعدة بيانات المصارعة على الإنترنت (الإنجليزية)